# Kopilovți, Kiustendil
Kopilovți (în bulgară Копиловци) este un sat în comuna Kiustendil, regiunea Kiustendil,  Bulgaria. 

## Demografie
Componența etnică a satului Kopilovți
     Bulgari (98,53%)
     Nicio identificare (1,46%)
     Altele (0%)
La recensământul din 2011, populația satului Kopilovți era de 681 locuitori. Din punct de vedere etnic, majoritatea locuitorilor (98,53%) erau bulgari. Pentru 1,46% din locuitori nu este cunoscută apartenența etnică.